# I diavoli di Spartivento
I diavoli di Spartivento è un film del 1963 diretto da Leopoldo Savona.

## Trama
Tre fratelli uniscono le loro forze per combattere un malvagio e potente duca nell'Italia durante il Rinascimento.